# Нашо
Нашо (англ. Nasho) — озеро, розташоване на території Руанди, Східна провінція. Неподалік розташовується озеро Чіамбве. Розміщене на території національного парку Акагера.